# 大森章督
大森 章督（おおもり あきまさ、1956年3月4日 - ）は、日本の男性声優、ナレーター。富山県出身。アクセント所属。

## 人物・芸風
大東文化大学卒業。
主にバラエティ番組のナレーションを担当している。僧侶から声優に転身した。
デビュー当初青二プロダクションに在籍し、1993年にシグマ・セブンへ移籍。2004年よりフリーとなり、2008年まではオフィス・ワットに所属していた。2009年よりアクセント所属。
趣味はスキー、ギターの弾き語り、読経。

## 出演

### テレビアニメ
1983年
- キャプテン翼（アナウンサー〈初代〉）
- プラレス3四郎（アナウンサー）
- みゆき（TVアナ）

1985年
- ゲゲゲの鬼太郎（第3作）（1985年 - 1987年、サラリーマンA、野づち、ヤカンズル、大百足、妖怪B、鬼道衆A 他）

1986年
- 銀牙 -流れ星 銀-（店主）

1987年
- ついでにとんちんかん（神主）

1988年
- 仮面の忍者 赤影（ワシ使い）
- キテレツ大百科（アナウンサー、監督、レポーター）
- ビックリマン（蜃鬼RO、聖シェル神）
- ひみつのアッコちゃん（主催者）

1992年
- カリメロ（第2作）（ピーター）
- スーパービックリマン（ナレーション、魔スターP）

1995年
- 爆れつハンター（秘書）

1998年
- Bビーダマン爆外伝（ダークイバリ）
- 名探偵コナン（田中）

2003年
- 魁!!クロマティ高校（ナレーション）

2004年
- ガングレイヴ（ラクナ・グロックパッカー）

2005年
- MONSTER（銀行員、証人A）

2006年
- BLACK LAGOON（レガーチ）

2009年
- 銀魂（アナウンサー）
- 蒼天航路（文官B）

### 劇場アニメ
1986年
- ゲゲゲの鬼太郎 激突!!異次元妖怪の大反乱（高僧チンポ）
- 時空の旅人（赤武者）

1988年
- ビックリマン 第一次聖魔大戦（魔砂鬼）

1990年
- Pink みずドロボウあめドロボウ（グレイ）

1992年
- 紅の豚

1993年
- 機動警察パトレイバー 2 the Movie（山寺）
- 獣兵衛忍風帖（シジマ）

2002年
- WXIII 機動警察パトレイバー（山寺警備部長）

### OVA
- 銀河英雄伝説（1989年、トダ）
- ダウンロード 南無阿弥陀仏は愛の詩（1992年）
- お江戸はねむれない!（1993年、朱雀[14]）

### ゲーム
- My Dream 〜On Airが待てなくて〜（1997年、謎のX）
- スーパーアドベンチャーロックマン（1998年）

### 吹き替え
- リブート（マイク・ザ・TV）※フジテレビ版
- メーデー!:航空機事故の真実と真相（ナショナルジオグラフィックチャンネル）※初・中期シリーズのみ

### 特撮
- 激走戦隊カーレンジャー（FFムンチョリの声）

### ナレーション
- エンプラ（TBS）
- オールスター赤面申告ハプニング大賞（TBS）
- 俺の空 刑事編（テレビ朝日） - オープニングナレーション
- クイズでGo! ローカル線の旅（NHK総合テレビ） - ナレーション
- 桜っ子クラブ（テレビ朝日）
- さんまのまんま（関西テレビ）
- 上海紅鯨団が行く（関西テレビ）
- スーパーマリオクラブ（テレビ東京） - ナレーション
- 水トク! 世界がビビる夜（TBS） - ナレーション
- 世界とんでも!?ヒストリー（テレビ朝日）
- GAHAHAキング 爆笑王決定戦（テレビ朝日）
- ダウトをさがせ!（毎日放送） - ナレーション
- 特命係長 只野仁（テレビ朝日） - オープニングナレーション
- 匿名探偵（テレビ朝日） - オープニングナレーション
- 特命リサーチ200X（日本テレビ）
- 所さんのもしも突撃隊!!（テレビ東京） - ナレーション
- 突然バラエティー速報!!COUNT DOWN100（TBS） - オープニングナレーション
- Trap-TV（フジテレビ）
- はてなにタックル（NHK教育テレビ）
- 不思議どっとテレビ。これマジ!?（テレビ朝日）
- ふるさと発 元気プロジェクト（BSジャパン） - ナレーション
- 幻のスーパーカー「童夢-零」を追え!!（MONDO21）
- 蘇れ!サーキットの狼（MONDO21）
- WORLD DOWNTOWN（フジテレビ） - チャーリー・ウィラポン
- 東京探検（テレビ東京） - ナレーション 他
- 東映まんがまつり・予告編ナレーター（1980年代）
- 劇場版 光戦隊マスクマン 予告編 - ナレーション
- MSSPスペシャル 伝説の傭兵を追え! - ナレーション
- ナショナルジオグラフィック - 日本語ナレーション（「メーデー!:航空機事故の真実と真相」を除く一部番組のみ）
- ディスカバリーチャンネル - 日本語ナレーション（「メガ・エアポート:時間との戦い」など一部番組）

### CM
- ウルトラマン 怪獣帝国の逆襲（バンダイ）
- 未来戦隊タイムレンジャー DXブイレックスロボ（バンダイ）
- 日本一短いクイズSHOW・シャープに答えて! ※2005年4月までナレーターを担当
- ホンダ・バモス
- メガネドラッグ
- リポビタンD（大正製薬）※ラジオ版

### テレビドラマ
- のんのんばあとオレ（声の出演）

### その他コンテンツ
- 情報倫理デジタルビデオ小品集III（メディア教育開発センター / 販売：三友株式会社[リンク切れ]）

教材全体（合計30クリップ）を秀島史香と共にナビゲート